# Зарзамин (Гафуровский район)
Зарзамин (бывший Катаган, тадж. Қатаған; тадж. Зарзамин, также Зарзамини Нав) — село в Гафуровском районе Согдийской области Республики Таджикистан. Центр одноименного джамоата.
Село расположено на берегу водохранилища на реке Сырдарья, в 6 км к востоку от Гафурова, в 15 км к юго-востоку от центра Худжанда, в 3 км к северу от Хистеварза и в 4,5 км от границы с Кыргызстаном.
Через село проходит железная дорога Янгиер — Коканд. В 9 км к западу находится аэропорт Худжанд.

## История
К северу от Хистеварза в прибрежной полосе Сырдарьи располагался кишлак Катаган (ныне Зарзамин) — одно из крупных селений, получившее свое название по этнониму жившей там группы узбеков. Первоначально поселение находилось ближе к реке, где долгое время были остатки жилищ и кладбище, называемое Мазар Бобо. Затем на месте современного кишлака построили крепость-курган. Крепость занимала площадь в 1,5 га, имела высокие толстые стены, на которых были установлены вороты. Внутри крепости были построены жилые дома, мечеть, сооружены хауз и колодец. В период феодальных междоусобиц и раздоров крепость  служила укрытием для жителей. Постепенно вокруг крепости разросся большой кишлак, жилая часть которого в XX веке занимала территорию в 150 га.
Водоснабжение осуществлялось арыками Джуйча и Шухак, проведенных от сая Ходжа-бакирган (Козы-Багла). В конце XIX века ходжентский предприниматель и землевладелец Миррахимбой Алибоев соорудил водокачку на Сырдарье и с помощью насоса начал освоение целинных земель Катагана.
Действовали более десятка торговых лавок по продаже мяса, молочных  изделий, растительного масла, мастерские по ремонту арб, железоскобянных  изделий. Зимой во внешней части дворов состоятельных людей в специальных комнатах-мехмонхона собирались мужские возрастные группы жителей.
Ежедневные пятикратные молитвы совершались в четырех мечетях кишлака, из которых две одновременно являлись джоми. При последних были организованы корихона-дома, где ученики под руководством наставника разучивали аяты из Священного Корана, Кладбище и возведенная в нем гробница из сырцового кирпича назывались мазар Саид Мавлоно. Влиятельные кровнородственные группы населения имели в нем свои участки захоронений.
По историческим преданиям кишлак основан группой узбеков из племени катаган дештикипчакского происхождения под называнием «асил катаган», которые в XVII веке в результате междоусобных войн оказались оторванными от своего удела, расположенного в области Куддус на севере Афганистана. Будучи ратными людьми и оказавшись на новом месте, они постепенно перешли на оседлый образ жизни, стали занимается полеводством. Катаганы образовали жилой квартал Курган, затем сложились Юкори махалла, Тоштеппа, Урта махалла, Паст махалла, Калмок. В них поселись разние этнические группы узбеков, таджиков, киргизов называемые Кал, Калмак, Мастчохи, Самарканди, Бешарык, Костакоз и Киргиз. Катаганы приняли у таджиков садоводство, в частности культуру разведения абрикоса, винограда, создание парковых садов-чарбагов, а также многие ремесла.
В 1883 году в Катагане было 128 дворов и 646 жителей, а в 1905 г. 130 дворов и 1,7 тыс. человек населения. Подавляющее большинство жителей занималось сельским хозяйством, производили продукцию для продажи. Были люди, занимавшиеся ткачеством, маслобойней, размолом муки. Жители Хистеварза и Катагана участвовали в семейных и общественных обрядах друг друга, многие состояли в родственных связях.